# Saint-Honoré-de-Shenley
Pour les articles homonymes, voir Honoré et Shenley.
Saint-Honoré-de-Shenley est une municipalité dans la municipalité régionale de comté de Beauce-Sartigan au Québec (Canada), située dans la région administrative de la Chaudière-Appalaches. 

## Toponymie
Elle est nommée en l'honneur d'Honoré d'Amiens et de l'abbé Honoré Desruisseaux.

## Histoire

### Chronologie
- 1er janvier 1863 : Érection du township de Shenley.
- 1er janvier 1955 : Érection de la paroisse de Saint-Honoré.
- 15 mars 1969 : Le township de Shenley devient le canton de Shenley.
- 19 avril 2000 : Fusion du canton de Shenley et de la paroisse de Saint-Honoré pour former la municipalité de Saint-Honoré-de-Shenley.

## Géographie
Située à moins de 20 minutes de Saint-Georges (Beauce-Sud), sur la route 269 entre les municipalités de Saint-Martin et La Guadeloupe, la municipalité de Saint-Honoré-de-Shenley a vu le jour en 1854 dans ce qui est aujourd'hui le rang 10. Cependant, la Corporation municipale du canton de Shenley est datée du 15 mars 1873.

## Hydrographie
À partir de son crénon au nord de la municipalité, la Rivière Pozer coule vers le nord-est.
À partir du lac Vaseux, à l'est de la municipalité, la rivière Sherley coule vers le sud-est.

## Démographie
| 1861 | 1871 | 1891  | 1901  | 1911  | 1921  |
| ---- | ---- | ----- | ----- | ----- | ----- |
| 242  | 955  | 1 578 | 1 844 | 2 032 | 2 114 |

| 1931  | 1941  | 1951  | 1956  | 1961  | 1966  |
| ----- | ----- | ----- | ----- | ----- | ----- |
| 2 167 | 2 011 | 2 119 | 2 178 | 2 304 | 2 243 |

| 1971  | 1976  | 1981  | 1986  | 1991  | 1996  |
| ----- | ----- | ----- | ----- | ----- | ----- |
| 2 045 | 1 906 | 1 856 | 1 857 | 1 739 | 1 700 |

| 2001  | 2006  | 2011  | 2016  | 2021  | - |
| ----- | ----- | ----- | ----- | ----- | - |
| 1 664 | 1 644 | 1 610 | 1 517 | 1 555 | - |

## Administration
Les élections municipales se font en bloc pour le maire et les six conseillers.
| Saint-Honoré-de-Shenley Maires depuis 2003                                                                           |                |         |          |
| Élection | Maire          | Qualité | Résultat |
| 2003 | Hélène Poirier |         | Voir     |
| 2005 | Herman Bolduc  |         | Voir     |
| 2009 | Herman Bolduc  | Voir    |          |
| 2013 | Dany Quirion   |         | Voir     |
| 2017 | Dany Quirion   | Voir    |          |
| 2021 | Dany Quirion   | Voir    |          |
| Élection partielle en italique Depuis 2005, les élections sont simultanées dans toutes les municipalités québécoises |                |         |          |

## Personnalités
- André Mathieu - romancier québécois